# Djinn (bande dessinée)
Pour les articles homonymes, voir Djinn (homonymie).
Djinn est une série de bande dessinée sur un scénario de Jean Dufaux et des dessins et couleurs d'Ana Mirallès commencée en 2001 et terminée en 2016, publiée en treize volumes chez Dargaud. La série compte trois cycles : 
- le cycle Ottoman : les tomes 1 à 4 ;
- le cycle Africa s’étale des tomes 5 à 9 ;
- le cycle India commence au tome 10.

## Synopsis
Deux histoires en parallèle
La série raconte deux histoires. La première se déroule vers 1910-1920 et met en scène le couple Nelson (Harold et Miranda) et Jade. La deuxième met en scène Kim Nelson, petite-fille de Jade sur la piste de ses ancêtres.
Premier cycle
Une jeune Anglaise (Kim Nelson) débarque à Istanbul en quête de l’histoire de sa grand-mère Jade qu’elle n’a pas connue. Cette dernière était la favorite du sultan Murati, qui lui avait demandé de séduire le diplomate anglais Lord Nelson. Le piège se resserre en parallèle sur le lord et sa femme en 1912, et sur Kim de nos jours. Les femmes du harem exercent un pouvoir souterrain et les parcours initiatiques sont parsemés d’embûches…
Deuxième cycle
Un trio de blancs s’aventure dans l’Afrique Noire des années coloniales.
Troisième cycle
L'histoire des Nelsons et Jade tel qu’ils la vécurent avant d'aller en Afrique. Sur fond de colonisation des Indes.

## Analyse
Sur une trame historique, relatant notamment le soutien des Turcs aux Allemands pendant la première guerre mondiale avec l’évocation d’Enver Pacha, le récit est, par le jeu du chevauchement des époques, toujours à la limite du fantastique.
On notera la bisexualité de plusieurs personnages (Jade, Miranda). Les Nelson et Jade forment un ménage à trois.

## Albums
1. La Favorite (2001) -  (ISBN 2-87129-346-5)[1]
2. Les 30 clochettes (2002) -  (ISBN 2-87129-451-8)
3. Le Tatouage (2003) -  (ISBN 2-87129-542-5)
4. Le Trésor (2004) -  (ISBN 2-87129-674-X)
5. Africa (2005) -  (ISBN 2-87129-757-6)
6. La Perle noire (2006) -  (ISBN 2-505-00017-4)
7. Pipiktu (2007) -  (ISBN 978-2-505-00138-6)
8. Fièvres (2008) -  (ISBN 978-2-505-00463-9)
9. Le Roi gorille (2009) -  (ISBN 978-2-505-00580-3)
10. Le pavillon des plaisirs (2010) -  (ISBN 978-2-505-00972-6)
11. Une jeunesse éternelle (2012) -  (ISBN 978-2-505-01148-4)
12. Un honneur retrouvé (2014) -  (ISBN 978-2-505-06170-0)
13. Kim Nelson (2016) -  (ISBN 978-2-505-06353-7)

Hors-série : Ce qui est caché (2004) -  (ISBN 2-87129-682-0)
Hors-série : Notes sur Africa (2009) -  (ISBN 978-2-505-00736-4)
Hors-série :  Le cœur de Djinn (2016) -  (ISBN 978-2-505-06745-0)

## Distinctions
- 2002 : 
  -  Prix Saint-Michel de la presse à Jean Dufaux et Ana Mirallès pour Les 30 Clochettes (Djinn, t. 2)[2]
  -  Canada prix Bédéis Causa au Québec pour La Favorite à Dufaux et Mirallès[3]